# South of Heaven
South of Heaven – czwarty album amerykańskiej thrashmetalowej grupy Slayer, wydany w 1988.
Płytę wyprodukował Rick Rubin, który miał znaczący wpływ na ewolucję brzmienia na poprzednim albumie Reign in Blood (1986). Dojrzałość muzyczna poprzedniej produkcji pomogła wynieść Slayer na światowy szczyt thrash metalu, gdzie znalazł się w towarzystwie zespołów Metallica, Megadeth i Anthrax. Czwarta płyta umocniła pozycję grupy, mimo że przyniosła zmianę sposobu grania.

## Muzyka
South of Heaven jest kolejnym etapem ewolucji muzycznej. W porównaniu do poprzedniej płyty nagrania są mniej agresywne, tempa wolniejsze, kompozycje bardziej melodyjne. Gitary Kerry'ego Kinga i Jeffa Hannemana nie brzmią tak potężnie i brutalnie, wokal Toma Arayi ma bardziej naturalny, zdecydowanie mniej ekspresyjny wyraz. Najbardziej witalna, energetyczna jest praca perkusisty Dave'a Lombardo. 
Wśród wolniejszych, bardziej stonowanych utworów znalazły się Mandatory Suicide czy Read Between the Lies. Nie brakuje jednak szybkich, thrashowych utworów z wpływami hardcore punka (Silent Scream, Ghost of War). Dissident Aggressor jest coverem utworu zespołu Judas Priest z płyty Sin After Sin (Kerry King jest fanem brytyjskiego zespołu).

## Teksty
Teksty na South of Heaven opisują mroczną stronę świata i natury ludzkiej. Często pojawia się w nich motyw śmierci, zabijania, wojny, ale także problematyka związana z wiarą, propagandą i manipulacją. Silent Scream dotyczy problemu aborcji, Mandatory Suicide opowiada o okrucieństwach wojny wspominanej przez żołnierza. Read Between the Lies zajmuje się kwestią telewizyjnych ewangelistów obiecujących ludziom zbawienie w zamian za finansowe datki. Głównym autorem tekstów na płycie (a także na kolejnych albumach) jest basista i wokalista zespołu Tom Araya. Na wcześniejszych produkcjach teksty pisali Kerry King i Jeff Hanneman.

## Lista utworów[10]
| Nr  | Tytuł utworu                               | Słowa                 | Muzyka                     | Długość |
| --- | ------------------------------------------ | --------------------- | -------------------------- | ------- |
| 1.  | „South of Heaven”                          | Tom Araya             | Jeff Hanneman              | 4:58    |
| 2.  | „Silent Scream”                            | Tom Araya             | Jeff Hanneman, Kerry King  | 3:06    |
| 3.  | „Live Undead”                              | Kerry King, Tom Araya | Jeff Hanneman              | 3:50    |
| 4.  | „Behind the Crooked Cross”                 | Jeff Hanneman         | Jeff Hanneman              | 3:14    |
| 5.  | „Mandatory Suicide”                        | Tom Araya             | Jeff Hanneman, Kerry King  | 4:05    |
| 6.  | „Ghosts of War”                            | Kerry King            | Jeff Hanneman, Kerry King  | 3:53    |
| 7.  | „Read Between the Lies”                    | Kerry King, Tom Araya | Jeff Hanneman              | 3:20    |
| 8.  | „Cleanse the Soul”                         | Kerry King, Tom Araya | Jeff Hanneman              | 3:02    |
| 9.  | „Dissident Aggressor” (cover Judas Priest) | Rob Halford           | K.K. Downing, Glenn Tipton | 2:35    |
| 10. | „Spill the Blood”                          | Jeff Hanneman         | Jeff Hanneman              | 4:51    |
|     |                                            |                       |                            | 36:54   |

## Twórcy[11]

### Muzycy
- Tom Araya – gitara basowa, wokal
- Jeff Hanneman – gitara
- Kerry King – gitara
- Dave Lombardo – perkusja

### Produkcja
- Rick Rubin – produkcja
- Andy Wallace – inżynieria dźwięku, miksowanie
- Steve Ett, Peter Kelsey, Bill Freesh – inżynieria dźwięku
- Howie Weinberg – mastering
- Larry Carroll – okładka
- Douglas Day – design
- Glen E. Friedman – zdjęcia
- Howard Schwartzberg – oprawa graficzna

## Listy sprzedaży
| Lista                | Kraj              | Pozycja |
| -------------------- | ----------------- | ------- |
| Billboard 200        | Stany Zjednoczone | 57      |
| Media Control Charts | Niemcy            | 23      |
| UK Albums Chart      | Wielka Brytania   | 25      |
| Sverigetopplistan    | Szwecja           | 50      |
| MegaCharts           | Holandia          | 31      |